# The Way We Were (песня)
«The Way We Were» (с англ. — «Какими мы были») — заглавная песня одноимённого фильма с Барбарой Стрейзанд и Робертом Редфордом в главных ролях.

## История создания
Автором песни является композитор Марвин Хэмлиш (1973). Слова были написаны Аланом и Мэрилин Бергман. Песня стала первым синглом Барбры Стрейзанд. Композиция пользовалась огромным успехом так же, как и фильм. Она возглавляла американский чарт продаж в течение трёх недель. Композиция занимает 8 место в списке 100 лучших песен из американских фильмов за 100 лет по версии AFI.
Изначально песня начиналась со слов Daydreams light the corners of your mind.. , однако Барбра Стрейзанд настояла на том, чтобы заменить первое слово словом Memories.
Стрейзанд выпустила альбом под тем же названием в январе 1974 года.
Песня также упоминается в таких известных телесериалах как Sex and the City и Friends.

## Награды
Песня была удостоена премии «Оскар» за лучшую песню к фильму (1974), премии «Золотой Глобус» за лучшую оригинальную песню (1974), премии «Грэмми» за лучшую песню года (1975). В 2008 году сингл был включён в Зал славы премии «Грэмми».

## Чарты
| Чарт (1973–74)                     | Высшая позиция |
| ---------------------------------- | -------------- |
| Австралия (Go-Set)                 | 6              |
| Австралия (Kent Music Report)      | 7              |
| Великобритания (OCC UK Singles)    | 31             |
| Италия (Musica e dischi)           | 28             |
| Канада (RPM Top Singles)           | 1              |
| Канада (RPM Adult Contemporary)    | 1              |
| США (Billboard Hot 100)            | 1              |
| США (Billboard Adult Contemporary) | 1              |
| США (Cash Box Top 100)             | 1              |
| Япония (Oricon)                    | 76             |

| Чарт (1974)                                | Позиция |
| ------------------------------------------ | ------- |
| Канада (RPM Top 200 Singles)               | 8       |
| США (Billboard Top Pop Singles)            | 1       |
| США (Billboard Top Easy Listening Singles) | 2       |
| США (Cash Box Top 100)                     | 5       |

| Чарт (1958-2018)        | Позиция |
| ----------------------- | ------- |
| США (Billboard Hot 100) | 116     |

## Сертификации и продажи
| Регион | Сертификация | Продажи    |
| --- | ------------ | ---------- |
| США (RIAA) | Платиновый   | 1 000 000^ |
| * Данные о продажах приведены только на основе сертификации. ^ Данные о тиражах приведены только на основе сертификации. |              |            |

## Другие исполнители
Песню также исполняли Дорис Дэй, Gladys Knight & The Pips, Ширли Бесси, Донна Саммер, Барри Манилоу.
Пегги Ли исполнила песню на 46-й ежегодной церемонии вручения премии «Оскар».